# تل مرديخ
تل مرديخ قرية في منطقة إدلب في محافظة إدلب في سورية.